# Traveling salesman problem
Travelling salesman problemet (TSP) eller den handelsrejsendes problem er et kendt problem i kombinatorisk optimering. Der forskes i problemet i operationsanalyse og datalogi.
Problemet formuleres som følgende: Givet en liste af byer og deres parvise afstande, er problemet at finde den korteste mulige tur der besøger alle byer præcist én gang.
Problemet er NP-komplet.
Traveling salesman problem minder om Hamiltonkreds-problemet.